# Sri Agung (Banyuasin II)
Sri Agung is een bestuurslaag in het regentschap Banyuasin van de provincie Zuid-Sumatra, Indonesië. Sri Agung telt 1770 inwoners (volkstelling 2010).